# Clube de Futebol de Santa Iria
O Clube de Futebol de Santa Iria é um clube português de futebol da cidade Lisboa, concelho de Loures, freguesia de Santa Iria de Azóia, fundado em 15 de Julho de 1941.
O Clube de Futebol de Santa Iria é um clube de referência no panorama associativo e desportivo do concelho de Loures, Medalha Municipal de Mérito Desportivo em 2008. Fundado no ano de 1941, em plena II Guerra Mundial, tem contribuído, na sua vasta história, para a formação cívica e desportiva de milhares de crianças e jovens.
Ao longo dos seus anos, sempre se pautou por uma postura que privilegia a formação social e humana dos atletas, incutindo-lhes os valores do desportivismo, solidariedade, espírito de equipa e fair-play.
Atualmente, possui as modalidades de futebol 7 (Pré-Escolas e Escolas), futebol 11 (Infantis, Iniciados, Juniores, Seniores e Veteranos), disputando os respetivos campeonatos da Associação de Futebol de Lisboa.
A equipa sénior de Futebol 11, regressou à 1ª Divisão Distrital na época de 2006/2007, e sagrou-se vencedora das duas edições da Taça do Concelho de Loures até agora realizadas (2006/07 e 2007/08). Em 2004/05, os Iniciados de Futebol 11 venceram o Torneio Extraordinário da 2ª Divisão Distrital, tendo o Clube alcançado por diversas vezes o título de campeão distrital, nas categorias de veteranos, seniores, reservas e juniores (anos 50, 60, 80 e 90).
Em Futsal, na época 2005/06, a equipa masculina, subiu à 2ª Divisão Distrital e mais recentemente (época 2007/2008) à 1ª Divisão Distrital, na qual se mantém atualmente.
A equipa sénior de Futsal Feminino subiu de divisão 2 anos consecutivos. Logo na sua primeira época desportiva 2007/2008 (Subiu à 2ª Divisão) e mais recentemente, na época desportiva 2008/2009 (Subiu à 1ª Divisão).
Desde que o Clube apostou no projeto "Escolinhas", com uma média anual de 60 atletas (dos 6 aos 10 anos) inscritos no seu Centro de Formação de Futebol 7, que tem obtido bons resultados desportivos, de onde se realçam as presenças das suas 2 equipas de competição, nas fases finais dos campeonatos distritais de Escolas A (épocas 2007/2008 e 2008/2009) e Escolas B (época 2007/2008). Na última época realçamos o excelente resultado desportivo da Equipa A de Escolas que alcançou a Fase Final da Competição, terminando num prestigiante 19º lugar.

## Palmarés
- 2ª Divisão Distrital: 2024/25
- Taça AFL: 2015/16